# نافاردون
بلدية نافاردون (بالإسبانية: Navardún) هي بلدية تقع في مقاطعة سرقسطة التابعة لمنطقة أراغون شمال شرق إسبانيا.

## الديموغرافيا
بلغ عدد سكان بلدية نافاردون 48 نسمة عام 2011 (وفقاً للمعهد الوطني الإسباني للإحصاء).
| 64 | 61 | 60 | 53 | 44 | 49 | 48 |